# 후쿠오카현도 제77호선

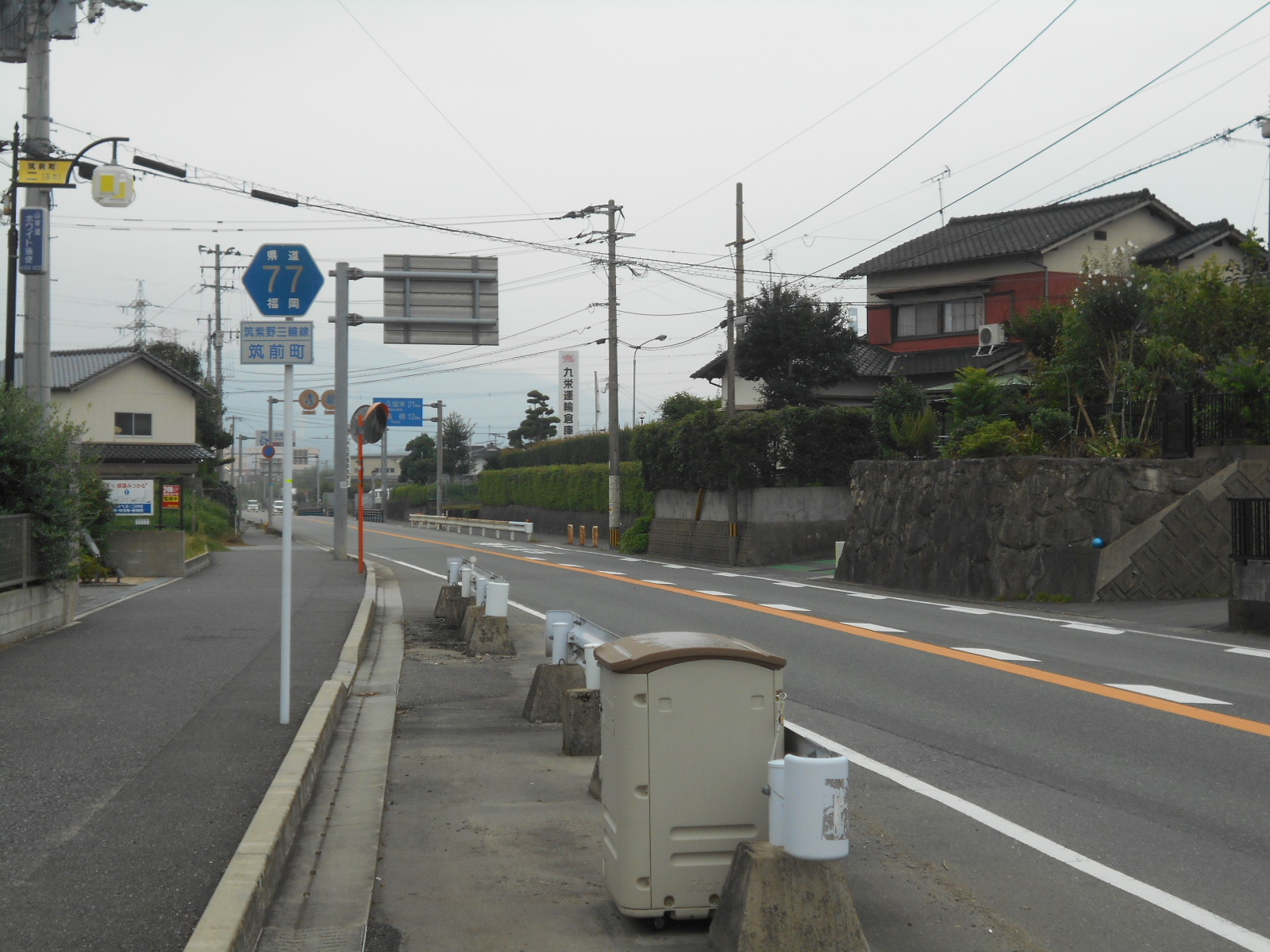
후쿠오카현도 제77호선의 실제 노선판

후쿠오카현도 제77호선(일본어: 福岡県道77号筑紫野三輪線, 후쿠오카현도 제77호 지쿠시노 미와 선)은 후쿠오카현 지쿠시노시 나카오카에서 아사쿠라군 지쿠젠정 신마치까지 서로 이어주는 현도(주요 지방도)이다.

## 노선 정보
- 기점 : 후쿠오카현 지쿠시노시 나카오카 (나카오카 교차로 = 국도 제3호선의 교점)
- 종점 : 후쿠오카현 아사쿠라군 지쿠젠정 신마치 (요리이신마치 교차로 = 후쿠오카현도 제112호선의 교점)

## 연혁
- 1993년 5월 11일 : 건설성이 기존의 현도인 '나카오카 신마치선'의 이름을 '지쿠시노 미와선'으로 변경하여 주요 지방도로 승격 지정.

## 지리

### 주요 경유지
- 지쿠시노시
- 아사쿠라군 지쿠젠정
- 지쿠시노시
- 아사쿠라군 지쿠젠정

### 교차하는 도로

#### 국도
- 국도 제3호선
- 국도 제200호선
- 국도 제386호선 (일본)(일본어판)

#### 현도 (県道)
- 후쿠오카현도 제53호선
- 후쿠오카현도 제112호선
- 후쿠오카현도 제76호선[2]
- 후쿠오카현도 제595호선
- 후쿠오카현도 제597호선

### 주요 연선
- 니시테쓰 덴진오무타 선 : 사쿠라다이 역, 지쿠시역
- 지쿠호 본선 : 지쿠젠야마에역